# استون مارتین والکیری
استون مارتین والکری (همچنین با نام‌های رمز آن ای‌ام-آربی ۰۰۱ و نبولا نیز شناخته می‌شود) یک خودروی اسپورت هیبریدی تولید محدود است که با همکاری شرکت‌های خودروسازی بریتانیایی استون مارتین، فناوری‌های پیشرفته ردبول ریسینگ و چندین خودروی دیگر ساخته شده است.
این خودروی اسپورت محصول همکاری استون مارتین و ردبول ریسینگ برای توسعه یک خودروی پیست محور است که کاملاً قابل استفاده و لذت‌بخش به عنوان یک خودروی جاده‌ای است که توسط آدریان نیوی، دکتر اندی پالمر، کریستین هورنر و سایمون اسپول طراحی شده است. سازندگان این خودرو لقب سریع‌ترین خودروی قانونی خیابانی جهان را برای آن دارند. آدرین نیوی، مدیر فنی ردبول ریسینگ و موفق ترین طراح فرمول یک در جهان در طراحی ماشین کمک کرده است.

## نام‌گذاری
اسم رمز اصلی نبولا (Nebula) بود که مخفف نیوی، ردبول و استون مارتین است.